# Zwangsdoping
Zwangsdoping ist eine Form des Dopings und kann sich darauf beziehen, dass Sportler oder andere Berufsgruppen durch Bedrohungen oder sozialen Druck (z. B. Verlust von Privilegien, Tätigkeiten nicht mehr ausüben dürfen) gezwungen werden, Doping wissentlich zu akzeptieren bzw. wenn der Medikamentenmissbrauch ohne ihr Wissen bzw. unter Angabe vorgeblicher Harmlosigkeit betrieben wird (es nicht die eigene und der Tragweite bewusste Entscheidung ist, Doping vorzunehmen).
In der DDR war Doping bis 1989 im Staatsplanthema 14.25 verankert. Aus heutiger Sicht wird dies als Zwangsdoping bezeichnet, weil es diese Kriterien erfüllt. Da dies staatlich organisiert war, ist auch der Begriff Staatsdoping dafür gebräuchlich.
„Zwangsdoping“ kam und kommt allerdings auch in anderen Ländern vor, besonders wenn das Doping staatlich organisiert ist.
Die Wortbedeutung von „Zwang“ ist in diesem Zusammenhang nicht pathologisch zu verstehen, sondern als „Einwirkung von außen auf jemanden unter Androhung von Gewalt“ bzw. „starker Einfluss, dem sich jemand nicht entziehen kann“ (z. B. ohne Verlust von bestimmten Privilegien).